# 2020-as Formula–1 szahír nagydíj
A szahír nagydíj volt a 2020-as Formula–1 világbajnokság tizenhatodik futama, amelyet 2020. december 4. és december 6. között rendeztek meg a Bahrain International Circuit versenypályán, annak is az Outer Circuit pályaváltozatán, Szahírban, mesterséges fényviszonyok között.
A verseny nem szerepelt az eredeti versenynaptárban, a koronavírusjárvány miatt került be utólag a törölt futamok egyikének pótlására. Az előző hétvégén rendezett bahreini nagydíjjal ellentétben ezt a versenyt nem az eredeti Formula–1-es versenypályán, hanem egy alternatív, nagy átlagsebességű vonalvezetésen rendezték meg. Ez volt a Formula–1 történetének eddigi második legrövidebb versenypályája, és 87 körével a legmagasabb körszámú futam, továbbá a legmagasabb átlagsebességű versenypálya.
Az előző hétvégén rendezett bahreini nagydíjon súlyos balesetet szenvedő Romain Grosjean nem állt rajthoz ezen a futamon (és a következő, szezonzáró versenyen sem), az újonc Pietro Fittipaldi helyettesítette őt a Haas csapatánál. December 1-jén az is kiderült, hogy a világbajnok Lewis Hamilton sem vehet részt a fordulóban, ugyanis elkapta a koronavírust. December 2-án bejelentették, hogy George Russell helyettesíti Hamiltont, akit a Williamstől vett kölcsön a Mercedes csapata, míg Russell helyét a Williamsnél az újonc Jack Aitken foglalta el.

## Választható keverékek
| Abroncs              | Friss | Használt |
| -------------------- | ----- | -------- |
| Kemény keverék (C2)  |       |          |
| Közepes keverék (C3) |       |          |
| Lágy keverék (C4)    |       |          |
| Átmeneti esőgumi (I) |       |          |
| Teljes esőgumi (W)   |       |          |

## Szabadedzések

### Első szabadedzés
A szahír nagydíj első szabadedzését december 4-én, pénteken délután tartották, magyar idő szerint 14:30-tól.
| helyezés | versenyző          | csapat/motor          | elért idő | különbség | futott kör |
| -------- | ------------------ | --------------------- | --------- | --------- | ---------- |
| 1        | George Russell     | Mercedes              | 0:54,546  | −         | 49         |
| 2        | Max Verstappen     | Red Bull-Honda        | 0:54,722  | +0,176    | 29         |
| 3        | Alexander Albon    | Red Bull-Honda        | 0:54,811  | +0,265    | 18         |
| 4        | Valtteri Bottas    | Mercedes              | 0:54,868  | +0,322    | 44         |
| 5        | Danyiil Kvjat      | AlphaTauri-Honda      | 0:55,011  | +0,465    | 40         |
| 6        | Pierre Gasly       | AlphaTauri-Honda      | 0:55,166  | +0,620    | 37         |
| 7        | Esteban Ocon       | Renault               | 0:55,273  | +0,727    | 49         |
| 8        | Sebastian Vettel   | Ferrari               | 0:55,281  | +0,735    | 40         |
| 9        | Daniel Ricciardo   | Renault               | 0:55,379  | +0,833    | 39         |
| 10       | Charles Leclerc    | Ferrari               | 0:55,449  | +0,903    | 35         |
| 11       | Lance Stroll       | Racing Point-Mercedes | 0:55,558  | +1,012    | 41         |
| 12       | Sergio Pérez       | Racing Point-Mercedes | 0:55,716  | +1,170    | 33         |
| 13       | Carlos Sainz Jr.   | McLaren-Renault       | 0:55,757  | +1,211    | 41         |
| 14       | Kimi Räikkönen     | Alfa Romeo-Ferrari    | 0:55,783  | +1,237    | 32         |
| 15       | Antonio Giovinazzi | Alfa Romeo-Ferrari    | 0:55,858  | +1,312    | 35         |
| 16       | Lando Norris       | McLaren-Renault       | 0:56,078  | +1,532    | 47         |
| 17       | Kevin Magnussen    | Haas-Ferrari          | 0:56,130  | +1,584    | 37         |
| 18       | Nicholas Latifi    | Williams-Mercedes     | 0:56,764  | +2,218    | 48         |
| 19       | Pietro Fittipaldi  | Haas-Ferrari          | 0:57,077  | +2,531    | 24         |
| 20       | Jack Aitken        | Williams-Mercedes     | 0:57,187  | +2,641    | 33         |

### Második szabadedzés
A szahír nagydíj második szabadedzését december 4-én, pénteken este tartották, magyar idő szerint 18:30-tól.
| helyezés | versenyző          | csapat/motor          | elért idő  | különbség | futott kör |
| -------- | ------------------ | --------------------- | ---------- | --------- | ---------- |
| 1        | George Russell     | Mercedes              | 0:54,713   | −         | 48         |
| 2        | Max Verstappen     | Red Bull-Honda        | 0:54,841   | +0,128    | 43         |
| 3        | Sergio Pérez       | Racing Point-Mercedes | 0:54,866   | +0,153    | 52         |
| 4        | Esteban Ocon       | Renault               | 0:54,940   | +0,227    | 50         |
| 5        | Alexander Albon    | Red Bull-Honda        | 0:55,036   | +0,323    | 42         |
| 6        | Danyiil Kvjat      | AlphaTauri-Honda      | 0:55,068   | +0,355    | 58         |
| 7        | Lance Stroll       | Racing Point-Mercedes | 0:55,104   | +0,391    | 44         |
| 8        | Daniel Ricciardo   | Renault               | 0:55,124   | +0,411    | 47         |
| 9        | Pierre Gasly       | AlphaTauri-Honda      | 0:55,133   | +0,420    | 48         |
| 10       | Carlos Sainz Jr.   | McLaren-Renault       | 0:55,258   | +0,545    | 39         |
| 11       | Valtteri Bottas    | Mercedes              | 0:55,321   | +0,608    | 52         |
| 12       | Kimi Räikkönen     | Alfa Romeo-Ferrari    | 0:55,484   | +0,771    | 54         |
| 13       | Antonio Giovinazzi | Alfa Romeo-Ferrari    | 0:55,533   | +0,820    | 57         |
| 14       | Kevin Magnussen    | Haas-Ferrari          | 0:55,738   | +1,025    | 49         |
| 15       | Nicholas Latifi    | Williams-Mercedes     | 0:55,784   | +1,071    | 52         |
| 16       | Sebastian Vettel   | Ferrari               | 0:55,830   | +1,117    | 43         |
| 17       | Lando Norris       | McLaren-Renault       | 0:56,031   | +1,318    | 14         |
| 18       | Pietro Fittipaldi  | Haas-Ferrari          | 0:56,110   | +1,397    | 56         |
| 19       | Jack Aitken        | Williams-Mercedes     | 0:56,260   | +1,547    | 58         |
| 20       | Charles Leclerc    | Ferrari               | idő nélkül | –         | 2          |

### Harmadik szabadedzés
A szahír nagydíj harmadik szabadedzését december 5-én, szombaton délután tartották, magyar idő szerint 15:00-tól.
| helyezés | versenyző          | csapat/motor          | elért idő | különbség | futott kör |
| -------- | ------------------ | --------------------- | --------- | --------- | ---------- |
| 1        | Max Verstappen     | Red Bull-Honda        | 0:54,064  | −         | 23         |
| 2        | Valtteri Bottas    | Mercedes              | 0:54,270  | +0,206    | 20         |
| 3        | Pierre Gasly       | AlphaTauri-Honda      | 0:54,427  | +0,363    | 24         |
| 4        | Esteban Ocon       | Renault               | 0:54,453  | +0,389    | 21         |
| 5        | Lando Norris       | McLaren-Renault       | 0:54,606  | +0,542    | 15         |
| 6        | Alexander Albon    | Red Bull-Honda        | 0:54,629  | +0,565    | 22         |
| 7        | George Russell     | Mercedes              | 0:54,664  | +0,600    | 20         |
| 8        | Sergio Pérez       | Racing Point-Mercedes | 0:54,678  | +0,614    | 20         |
| 9        | Lance Stroll       | Racing Point-Mercedes | 0:54,693  | +0,629    | 18         |
| 10       | Carlos Sainz Jr.   | McLaren-Renault       | 0:54,720  | +0,656    | 16         |
| 11       | Antonio Giovinazzi | Alfa Romeo-Ferrari    | 0:54,845  | +0,781    | 20         |
| 12       | Danyiil Kvjat      | AlphaTauri-Honda      | 0:54,850  | +0,786    | 23         |
| 13       | Charles Leclerc    | Ferrari               | 0:54,854  | +0,790    | 21         |
| 14       | Daniel Ricciardo   | Renault               | 0:54,857  | +0,793    | 15         |
| 15       | Sebastian Vettel   | Ferrari               | 0:54,858  | +0,794    | 17         |
| 16       | Kimi Räikkönen     | Alfa Romeo-Ferrari    | 0:55,171  | +1,107    | 20         |
| 17       | Kevin Magnussen    | Haas-Ferrari          | 0:55,347  | +1,283    | 19         |
| 18       | Nicholas Latifi    | Williams-Mercedes     | 0:55,493  | +1,429    | 21         |
| 19       | Pietro Fittipaldi  | Haas-Ferrari          | 0:55,666  | +1,602    | 21         |
| 20       | Jack Aitken        | Williams-Mercedes     | 0:55,670  | +1,606    | 23         |

## Időmérő edzés
A szahír nagydíj időmérő edzését december 5-én, szombaton este futották, magyar idő szerint 18:00-tól.
| helyezés              | rajtszám | versenyző          | csapat/motor          | 1. rész  | 2. rész  | 3. rész  | rajthely | futott kör |
| --------------------- | -------- | ------------------ | --------------------- | -------- | -------- | -------- | -------- | ---------- |
| 1                     | 77       | Valtteri Bottas    | Mercedes              | 0:53,904 | 0:53,803 | 0:53,377 | 1        | 24         |
| 2                     | 63       | George Russell     | Mercedes              | 0:54,160 | 0:53,819 | 0:53,403 | 2        | 25         |
| 3                     | 33       | Max Verstappen     | Red Bull-Honda        | 0:54,037 | 0:53,647 | 0:53,433 | 3        | 17         |
| 4                     | 16       | Charles Leclerc    | Ferrari               | 0:54,249 | 0:53,825 | 0:53,613 | 4        | 21         |
| 5                     | 11       | Sergio Pérez       | Racing Point-Mercedes | 0:54,236 | 0:53,787 | 0:53,790 | 5        | 17         |
| 6                     | 26       | Danyiil Kvjat      | AlphaTauri-Honda      | 0:54,346 | 0:53,856 | 0:53,906 | 6        | 26         |
| 7                     | 3        | Daniel Ricciardo   | Renault               | 0:54,388 | 0:53,871 | 0:53,957 | 7        | 15         |
| 8                     | 55       | Carlos Sainz Jr.   | McLaren-Renault       | 0:54,450 | 0:53,818 | 0:54,010 | 8        | 20         |
| 9                     | 10       | Pierre Gasly       | AlphaTauri-Honda      | 0:54,207 | 0:53,941 | 0:54,154 | 9        | 28         |
| 10                    | 18       | Lance Stroll       | Racing Point-Mercedes | 0:54,595 | 0:53,840 | 0:54,200 | 10       | 19         |
| 11                    | 31       | Esteban Ocon       | Renault               | 0:54,309 | 0:53,995 |          | 11       | 13         |
| 12                    | 23       | Alexander Albon    | Red Bull-Honda        | 0:54,620 | 0:54,026 |          | 12       | 12         |
| 13                    | 5        | Sebastian Vettel   | Ferrari               | 0:54,301 | 0:54,175 |          | 13       | 17         |
| 14                    | 99       | Antonio Giovinazzi | Alfa Romeo-Ferrari    | 0:54,523 | 0:54,377 |          | 14       | 14         |
| 15                    | 4        | Lando Norris       | McLaren-Renault       | 0:54,194 | 0:54,693 |          | 19[1]    | 15         |
| 16                    | 20       | Kevin Magnussen    | Haas-Ferrari          | 0:54,705 |          |          | 15       | 9          |
| 17                    | 6        | Nicholas Latifi    | Williams-Mercedes     | 0:54,796 |          |          | 16       | 11         |
| 18                    | 89       | Jack Aitken        | Williams-Mercedes     | 0:54,892 |          |          | 17       | 9          |
| 19                    | 7        | Kimi Räikkönen     | Alfa Romeo-Ferrari    | 0:54,963 |          |          | 18       | 11         |
| 20                    | 51       | Pietro Fittipaldi  | Haas-Ferrari          | 0:55,426 |          |          | 20[1]    | 11         |
| 107%-os idő: 0:57,677 |          |                    |                       |          |          |          |          |            |

Megjegyzés:
- ↑ 1:  — Lando Norris és Pietro Fittipaldi autójában több erőforráselemet is ki kellett cserélni, ezért mindkettőjüket az utolsó rajtkockába sorolták hátra.[9][10]

## Futam
A szahír nagydíj futama december 6-án, vasárnap este rajtolt, magyar idő szerint 18:10-kor.
A futamot Bottas kezdhette az élről, azonban az ezen a hétvégén a koronavírusos Hamiltont helyettesítő Russell, aki a második helyről indulhatott, megelőzte őt az első körben, miközben Leclerc hibázott, és nekiment Péreznek, aki a mezőny végére esett vissza, a balesetet elkerülni próbáló Verstappen pedig a falnak ment, ő és Leclerc kiestek. Russell sokáig magabiztosan vezetett, azonban a 62. körben az őt a Williamsnél helyettesítő újonc Aitken odacsapta autóját a célegyenes elején, a pálya ideális ívén maradt első szárny miatt pedig virtuális biztonsági autós fázis lépett életbe, ezért a két Mercedest kihívták kerékcserére, ahol a csapat szokatlan hibát vétett: összecserélték az abroncsokat, Russellnek így később újabb kerékcserére kellett kiállnia, míg Bottasnak kénytelenek voltak használt kemény keverékeket felrakni, amivel versenyképtelenné vált. Russell néhány körrel később lassú defekt miatt ismét kiállásra kényszerült, így az utolsó helyekre zuhant vissza, és csak a 9. helyig tudott visszakapaszkodni. A vezetést ekkor az utolsó helyről bravúros felzárkózást bemutató Pérez vette át, és magabiztos előnyt kiépítve nyerte élete első versenyét a szintén első dobogóját szerző Ocon, valamint a másik Racing Pointot vezető Stroll előtt.
| helyezés | rajtszám | versenyző          | csapat/motor          | futott kör | idő/kiesés oka | rajthely | pont |
| -------- | -------- | ------------------ | --------------------- | ---------- | -------------- | -------- | ---- |
| 1        | 11       | Sergio Pérez       | Racing Point-Mercedes | 87         | 1:31:15,114    | 5        | 25   |
| 2        | 31       | Esteban Ocon       | Renault               | 87         | +10,518        | 11       | 18   |
| 3        | 18       | Lance Stroll       | Racing Point-Mercedes | 87         | +11,869        | 10       | 15   |
| 4        | 55       | Carlos Sainz Jr.   | McLaren-Renault       | 87         | +12,580        | 8        | 12   |
| 5        | 3        | Daniel Ricciardo   | Renault               | 87         | +13,330        | 7        | 10   |
| 6        | 23       | Alexander Albon    | Red Bull-Honda        | 87         | +13,842        | 12       | 8    |
| 7        | 26       | Danyiil Kvjat      | AlphaTauri-Honda      | 87         | +14,534        | 6        | 6    |
| 8        | 77       | Valtteri Bottas    | Mercedes              | 87         | +15,389        | 1        | 4    |
| 9        | 63       | George Russell     | Mercedes              | 87         | +18,556        | 2        | 3[2] |
| 10       | 4        | Lando Norris       | McLaren-Renault       | 87         | +19,541        | 19       | 1    |
| 11       | 10       | Pierre Gasly       | AlphaTauri-Honda      | 87         | +20,527        | 9        |      |
| 12       | 5        | Sebastian Vettel   | Ferrari               | 87         | +22,611        | 13       |      |
| 13       | 99       | Antonio Giovinazzi | Alfa Romeo-Ferrari    | 87         | +24,111        | 14       |      |
| 14       | 7        | Kimi Räikkönen     | Alfa Romeo-Ferrari    | 87         | +26,153        | 18       |      |
| 15       | 20       | Kevin Magnussen    | Haas-Ferrari          | 87         | +32,370        | 15       |      |
| 16       | 89       | Jack Aitken        | Williams-Mercedes     | 87         | +33,674        | 17       |      |
| 17       | 51       | Pietro Fittipaldi  | Haas-Ferrari          | 87         | +36,858        | 20       |      |
| ki       | 6        | Nicholas Latifi    | Williams-Mercedes     | 52         | olajszivárgás  | 16       |      |
| ki       | 33       | Max Verstappen     | Red Bull-Honda        | 0          | baleset        | 3        |      |
| ki       | 16       | Charles Leclerc    | Ferrari               | 0          | baleset        | 4        |      |

Megjegyzés:
- ↑ 2:  — George Russell a helyezéséért járó pontok mellett a versenyben futott leggyorsabb körért további 1 pontot szerzett.

## A világbajnokság állása a verseny után
| H   | Versenyzők       | Pont | H   | Konstruktőrök         | Pont |
| --- | ---------------- | ---- | --- | --------------------- | ---- |
| 1.  | Lewis Hamilton   | 332  | 1.  | Mercedes              | 540  |
| 2.  | Valtteri Bottas  | 205  | 2.  | Red Bull-Honda        | 282  |
| 3.  | Max Verstappen   | 189  | 3.  | Racing Point-Mercedes | 194  |
| 4.  | Sergio Pérez     | 125  | 4.  | McLaren-Renault       | 184  |
| 5.  | Daniel Ricciardo | 112  | 5.  | Renault               | 172  |
| 6.  | Charles Leclerc  | 98   | 6.  | Ferrari               | 131  |
| 7.  | Carlos Sainz Jr. | 97   | 7.  | AlphaTauri-Honda      | 103  |
| 8.  | Alexander Albon  | 93   | 8.  | Alfa Romeo-Ferrari    | 8    |
| 9.  | Lando Norris     | 87   | 9.  | Haas-Ferrari          | 3    |
| 10. | Lance Stroll     | 74   | 10. | Williams-Mercedes     | 0    |

(A teljes táblázat)

## Statisztikák
- Vezető helyen:

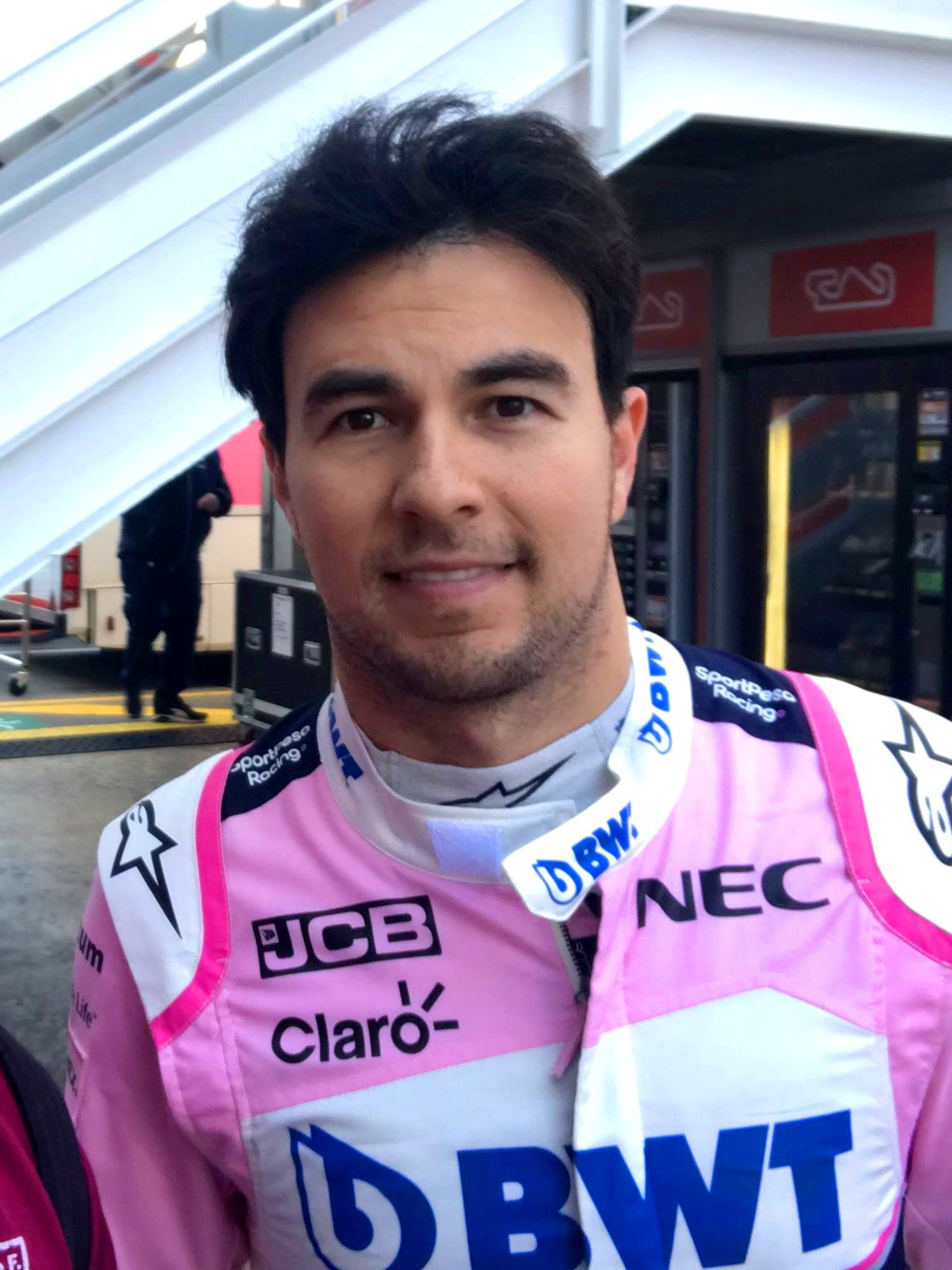
Sergio Pérez pályafutása első futamgyőzelmét szerezte, miután a 18. pozícióból sikerült elsőként célba érnie

  - George Russell: 59 kör (1-45 és 50-63)
  - Valtteri Bottas: 4 kör (46-49)
  - Sergio Pérez: 24 kör (64-87)
- Valtteri Bottas 16. pole-pozíciója.
  - A Formula–1 valaha volt leggyorsabb köre.[12]
- George Russell 1. versenyben futott leggyorsabb köre.
- Sergio Pérez 1. futamgyőzelme.
- A Racing Point 1. futamgyőzelme és első kettős dobogója.
- Sergio Pérez 10., Esteban Ocon 1., Lance Stroll 3. dobogós helyezése.
- Pietro Fittipaldi és Jack Aitken első Formula–1-es versenye.[13][14]
  - Jack Aitken lett az első dél-koreai származású versenyző a királykategóriában, hiszen édesanyja révén dél-koreai állampolgár is.[15]
  - Pietro Fittipaldi debütálásával a Fittipaldi-család lett az első az autósport történetében, amelynek négy tagja is rajthoz állhatott Formula–1-es futamon.[16]
- Az első alkalom Lewis Hamilton Formula–1-es pályafutása során, hogy egy nagydíjhétvégén nem vett részt.[17]
- Sergio Pérez a futam első körében az utolsó, 18. helyre esett vissza, innen nyerte meg a versenyt.[18] A mexikói pilóta 190. nagydíján állhatott először a dobogó legfelső fokára, ez új rekord (korábban Mark Webber tartotta ezt a rekordot, aki 130 futam után tudott először győzni). Pérez győzelmével egyúttal 50 év után az első mexikói futamgyőztes lett, ezt megelőzően utoljára Pedro Rodríguez nyert 1970-ben mexikói színekben.[19]